# Honda VFR 750 R

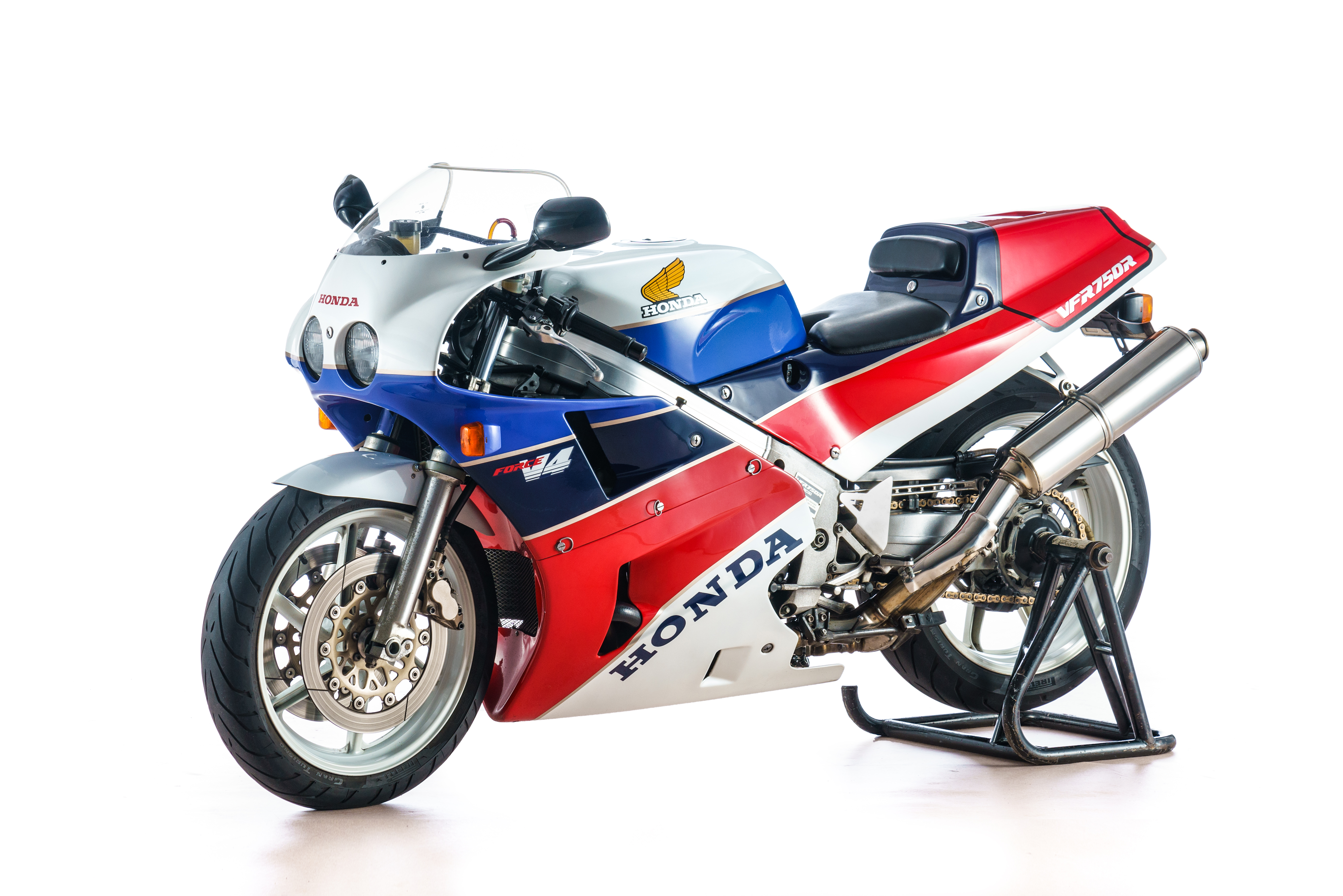
Honda RC 30

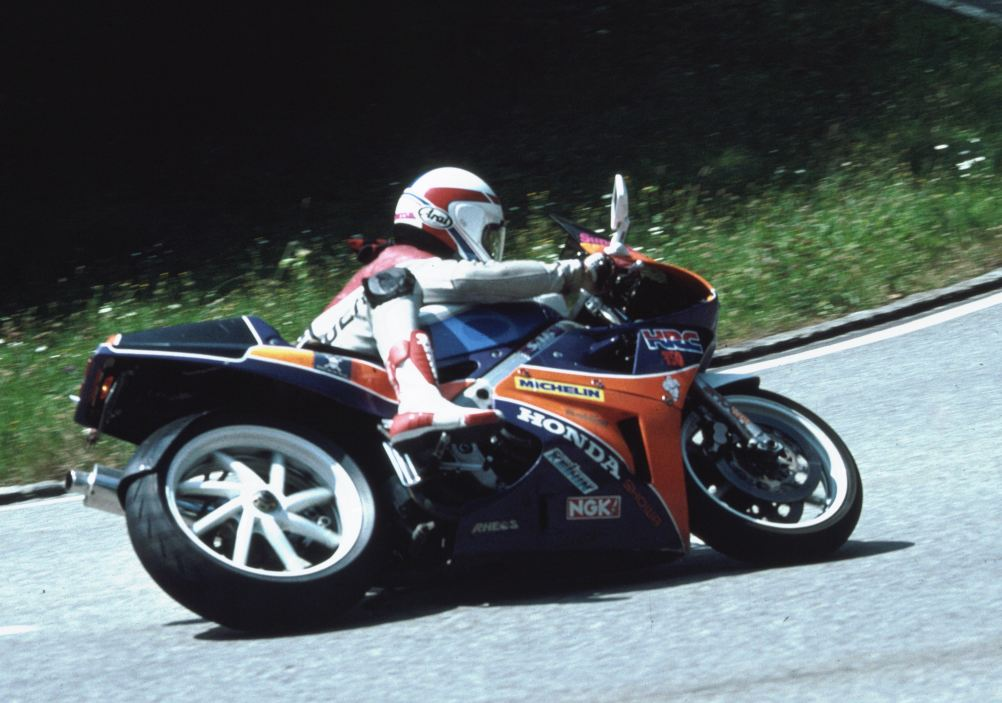
Honda RC 30

Die VFR 750 R ist ein Sport-Motorrad des japanischen Fahrzeugherstellers Honda, das von 1987 bis 1992 in Hamamatsu produziert wurde. Ab der Saison 1994 kam das Nachfolgemodell Honda RVF 750 RC 45 zum Einsatz.

## Geschichte
Die VFR 750 R mit dem Werkscode RC 30 war ein direkter Ableger der Honda RVF-Werksrenner aus der FIM Endurance World Championship und eines der ersten speziell für den Rennsport entwickelten Serienmotorräder. Dies schlug sich sowohl in den ausgewählten Materialien, als auch beim Preis nieder: Bei der Vorstellung im Jahr 1988 war sie ungefähr doppelt so teuer wie die meisten anderen Motorräder des Jahrgangs. Im Werk von Hamamatsu wurden ca. 3000 Stück einzeln durch ein spezielles Team produziert. Die meisten kamen auf der Rennstrecke zum Einsatz, 20 Jahre später waren davon nur noch ca. 25 % erhalten. Aufgrund ihrer Zuverlässigkeit gewann Honda damit auf Anhieb die Superbike-Weltmeisterschaft und dominierte jahrelang die Rennen um die Tourist Trophy auf der Isle of Man.
Von der RC 30 gab es eine Version mit 400 cm³ Hubraum, die Honda VFR 400 R.

## Technik

### Motor
Der wassergekühlte 748 cm³ große 90-Grad-V-Vierzylindermotor hatte vier obenliegenden Nockenwellen, die über zwei mittig angeordnete Zahnradkaskaden mit jeweils vier Zahnrädern angetrieben wurden. Die wälzgelagerten Nockenwellen öffneten über Tassenstößel die Ventile, deren Schäfte nur 4,5 Millimeter Durchmesser hatten. Viele Komponenten im Motor wurden aus dem Rennsport abgeleitet. Dazu gehörten zum Beispiel die Pleuelstangen aus Titan und die geschmiedeten Kolben mit nur 2 Kolbenringen. Die Gemischbildung erfolgte über 4 Keihin-Gleichdruckvergaser mit jeweils 35,3 mm Durchmesser.

### Fahrwerk
Der Brückenrahmen bestand aus Aluminium-Strangpressprofilen bei dem Lenkkopf- und Schwingenaufnahme in Druckguss ausgeführt waren. Das Vorderrad war an einer 43 mm starken Telegabel aufgehängt, die über einen Schnellspannmechanismus für die Vorderachse verfügte. Das Hinterrad wurde aufwändig mit einer Einarmschwinge aus Aluminiumguss geführt. In die Schwinge war eine Bremsmomentabstützung integriert, die das Hinterradstempeln beim Bremsen verringerte. Gabel und Federbein wurden von Showa hergestellt und waren voll einstellbar.

## Technische Daten (Serienversion)
- Motor
  - Hubraum: 748 cm³, Vierzylinder, 90-Grad-V
  - Leistung: 82 kW / 112 PS
  - Drehmoment: 69 Nm bei 10.500/min
  - Verdichtung: 11:1
  - Bohrung × Hub: 70,0 × 48,6 mm
  - Ventile pro Zylinder: 4
  - Tassenstößel
  - Vergaser: Keihin VDH 0B
- Getriebe:
  - 6 Gänge (2.400, 1.941, 1.632, 1.435, 1.292, 1.192)
  - Primärübersetzung: 1.939, Sekundärübersetzung: 2.5
- Fahrwerk
  - Radstand: 1405 mm
  - Lenkkopfwinkel: 65 Grad 30'
  - Nachlauf: 91 mm
  - Federweg: 120 mm vorne / 130 mm hinten
  - Einarmschwinge mit Zentralmutter
  - Sitzhöhe: 785 mm
- Gewicht (nass): 208 kg
- Bremsen:
  - vorne: zwei Scheibenbremsen 310 mm
  - hinten: eine Scheibenbremse 220 mm
- Reifengrößen:
  - vorne: 120/70 V17 V270
  - hinten: 170/60 VR18 V270
- Tankinhalt: 18,0 Liter
- Höchstgeschwindigkeit: 245 km/h

## Technische Daten (Rennversionen)
- HRC TT-F1;(Superbike) Kit 1988
  - Leistung: 133 PS/99 kW; (125 PS/92 kW) bei 12.500/min
  - Drehmoment: 81 Nm bei 10.500/min
  - Vergaser: Keihin Gleichdruck: 38 mm; (35,3 mm)
  - Gewicht: ca. 150 kg

- HRC TT-F1 Kit 1989
  - Leistung: 135 PS bei 12.500/min
  - Drehmoment: 82 Nm bei 11.000/min
  - Vergaser: Keihin Gleichdruck: 38 mm
  - Gewicht: ca. 150 kg

- HRC Superbike Kit 1991
  - Leistung: 135 PS/99,2 kW bei 13.000/min
  - Drehmoment: 82 Nm bei 11.000/min
  - Vergaser: Keihin Gleichdruck: 35,3 mm
  - Gewicht: ca. 165 kg

- AMA Werksrennmaschine 1992
  - Leistung: 150 PS/110 kW bei 13.800/min
  - Vergaser: Keihin Flachschieber: 41 mm

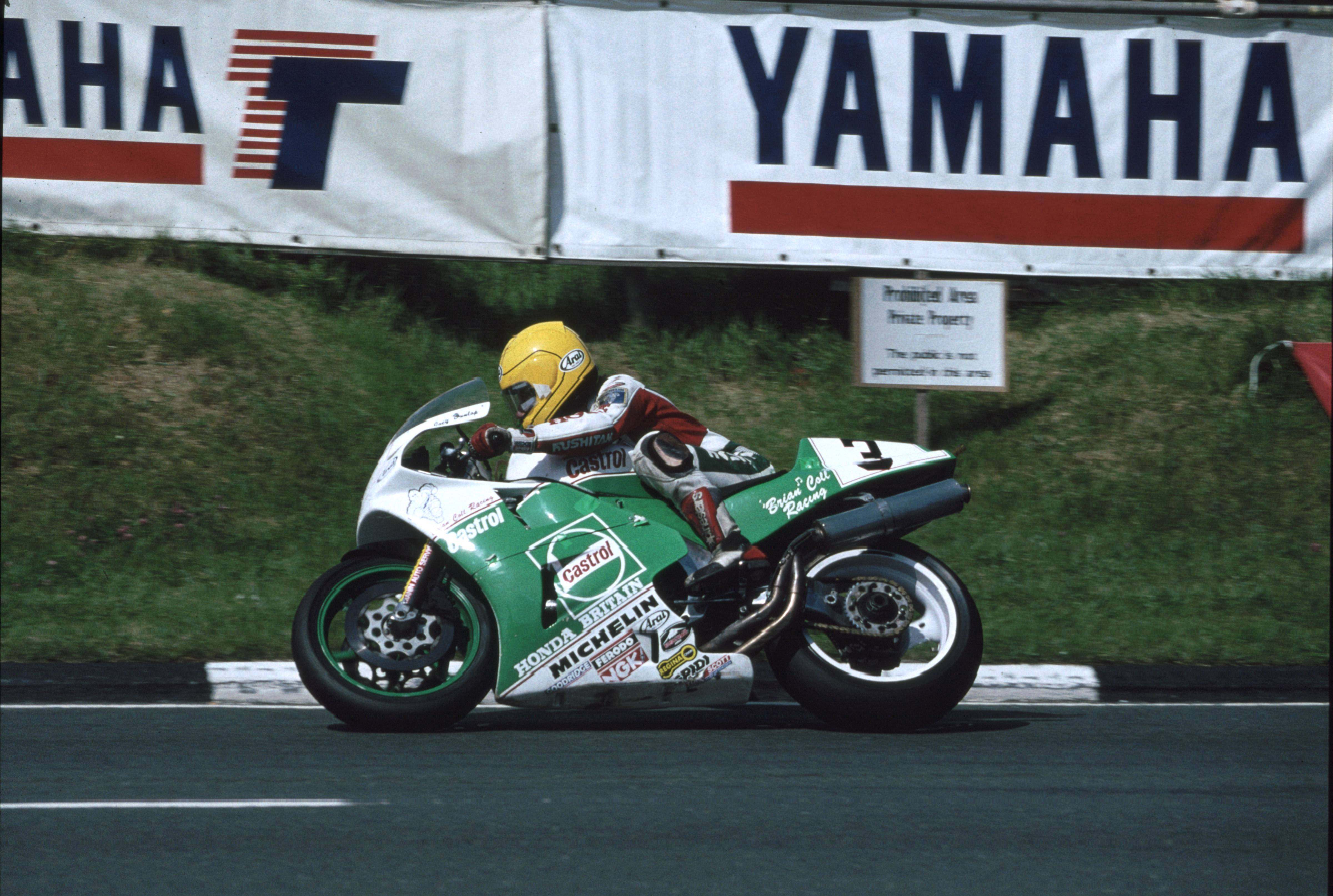
Eine RC 30 im Renneinsatz bei der Isle of Man TT 1992, pilotiert von Joey Dunlop.

  - Gewicht: ca. 160 kg

- Suzuka-8h-Racer 1994
  - Leistung: über 150 PS/110 kW bei 14.000/min
  - Vergaser: Keihin Flachschieber: 41 mm
  - Gewicht: ca. 140 kg

## Erfolge und ihre Fahrer
- 1988 – Superbike-Weltmeister –  Fred Merkel
- 1988 – TT-F1-Weltmeister –  Carl Fogarty
- 1989 – Superbike-Weltmeister –  Fred Merkel
- 1989 – Deutscher Superbike-Meister –  Andreas Hofmann